# Jurassic Coast
Wybrzeże Jurajskie (ang. Jurassic Coast) – fragment północnego wybrzeża kanału La Manche i zarazem południowej linii brzegowej Anglii. Miejsce to znajduje się na liście światowego dziedzictwa UNESCO pod nazwą Dorset i wschodnie wybrzeże Devon (Dorset and East Devon Coast).

## Położenie

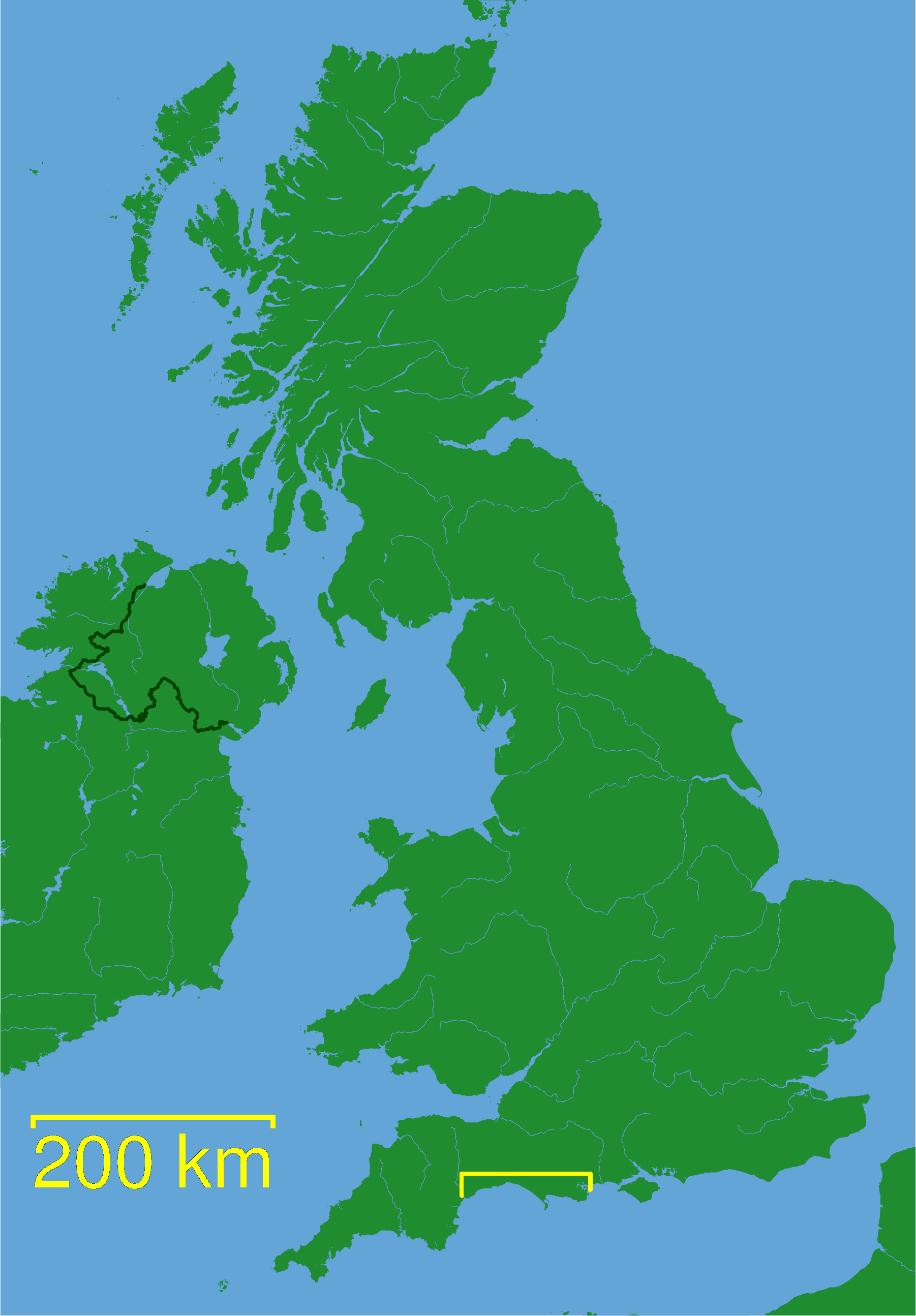
Położenie w Wielkiej Brytanii

Wybrzeże Jurajskie rozciąga się od Orcombe Point w pobliżu Exmouth we wschodniej części hrabstwa Devon aż do Old Harry Rocks w pobliżu Swanage we wschodniej części hrabstwa Dorset. Łączna długość wybrzeża wynosi 153 km. Najwyżej położonym punktem na Wybrzeżu Jurajskim i jednocześnie na całym południowym wybrzeżu Anglii jest Golden Cap o wysokości 191 m.
W roku 2001 umieszczone zostało na liście światowego dziedzictwa UNESCO jako drugi obiekt naturalny w Wielkiej Brytanii.

## Geologia
Wybrzeże Jurajskie składa się z klifów będących utworami triasu, jury i kredy z ery mezozoicznej, sprzed 180 milionów lat. Wybrzeże odznacza się bogactwem unikalnych utworów geologicznych, będących przykładem różnorodności form krajobrazowych – np. naturalny łuk przy Durdle Door, utworami z piaskowca, m.in. Lulworth Cove oraz wyspa Portland.
Zważywszy na jakość i wyjątkowość utworów geologicznych Wybrzeże Jurajskie jest przedmiotem badań międzynarodowych. Mary Anning, która badała skamieniałości wokół Lyme Regis, odkryła tutaj na początku XIX w. pierwszą kompletną skamieniałość ichtiozaura.

## Historia

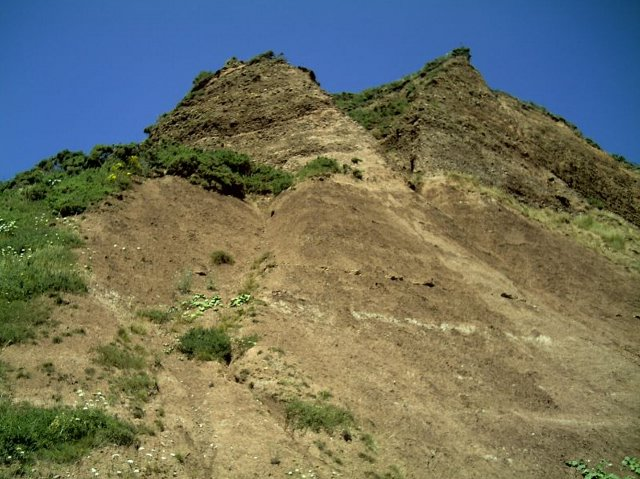
Fragment linii brzegowej w Budleigh Salterton

W okresie II wojny światowej kilka odcinków wybrzeża przeszło na własność armii. W Portland umiejscowiono jedną z największych baz Royal Navy, zamkniętą w latach powojennych. Inna baza wojskowa w Bovington jest używana do dziś, w związku z czym znaczna część wybrzeża jest tylko częściowo dostępna dla ruchu turystycznego.
Wybrzeże w niektórych swych częściach, zwłaszcza wokół Portland, jest niebezpieczne – zdarzają się tu katastrofy morskie. W styczniu 2007 na wybrzeżu zanotowano najgroźniejszą katastrofę ekologiczną – kontenerowiec "MSC Napoli" o pojemności 2400 ton stracił paliwo i ładunek, doprowadzając do zanieczyszczenia wybrzeża.

## Turystyka
Piękno krajobrazu wybrzeża powoduje, że jest ono popularnym celem turystycznym. Wzdłuż wybrzeża prowadzi południowo-zachodnia część pieszego szlaku turystycznego South West Coast Path. Baza hotelowa znajduje się w takich miastach jak Weymouth, Exmouth, Sidmouth, poza tym działa tu rozwinięta sieć pól namiotowych i kempingów. Centrum informacji turystycznej i obsługi ruchu turystycznego World Heritage Coast Centre znajduje się w Weymouth.

## Miasta Wybrzeża Jurajskiego

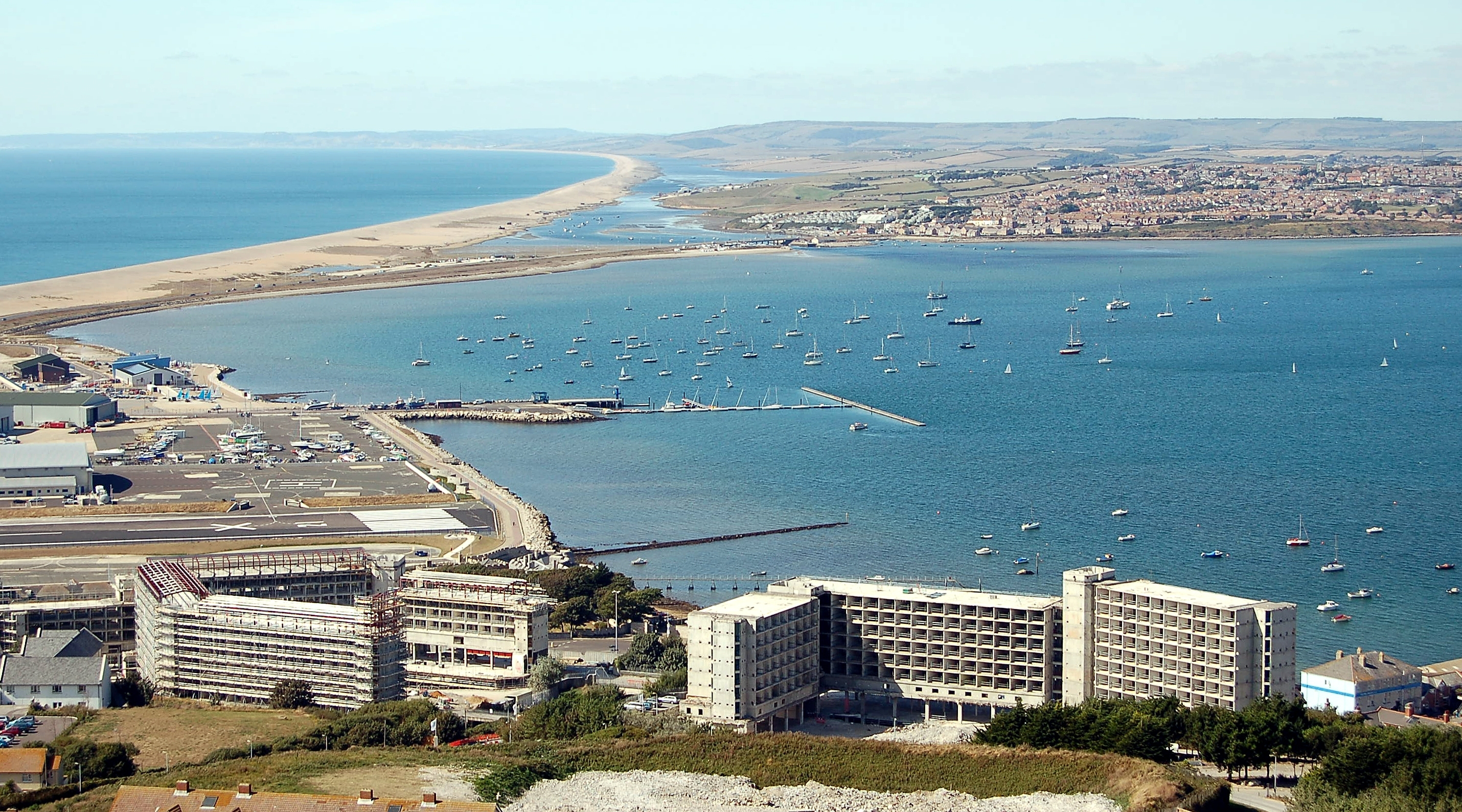
Weymouth

- Abbotsbury
- Bridport
- Budleigh Salterton
- Charmouth
- Exmouth
- Lulworth
- Lyme Regis
- Seaton
- Sidmouth
- Weymouth